# Sepullia bukamensis
Sepullia bukamensis är en insektsart som beskrevs av Victor Lallemand 1920. Sepullia bukamensis ingår i släktet Sepullia och familjen spottstritar. Inga underarter finns listade i Catalogue of Life.